# Seznam akciových společností se státním podílem České republiky

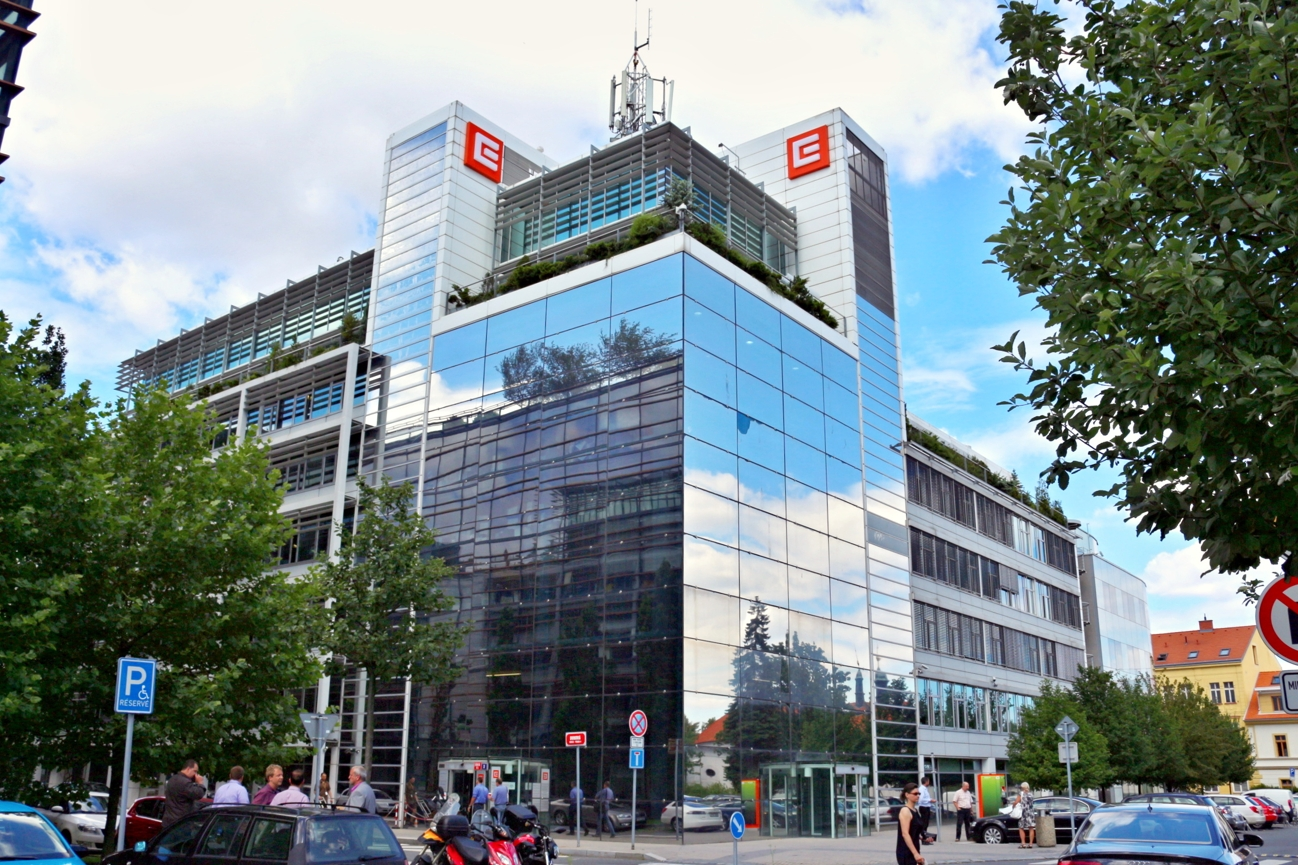
Ústředí státem částečně vlastněné společnosti ČEZ,a.s.

Tento seznam zahrnuje akciové společnosti, v nichž drží Česká republika podíl.

## Právní základ
Podle zákona o majetku České republiky a jejím vystupování v právních vztazích může stát založit obchodní společnost nebo se jejího založení účastnit pouze ve formě akciové společnosti, k čemuž je zapotřebí předchozí souhlas vlády; vláda současně stanoví, zda akcie budou znít na jméno nebo na majitele. 
Stát může rovněž nabývat akcie a stát se tak akcionářem i společnosti, kterou nezaložil nebo jejíhož založení se nezúčastnil. S majetkovými účastmi státu v obchodních společnostech však lze nakládat pouze s předchozím souhlasem vlády.
V každém případě jménem státu právně jedná a majetek do společnosti vkládá některé z ministerstev. Práva akcionáře za stát vykonává vládou písemně pověřený zaměstnanec příslušného ministerstva; postupuje přitom v souladu s právními předpisy a podle písemných pokynů ministra, jemuž o své činnosti podává v jím určených pravidelných intervalech písemné zprávy.

## Seznam
| Název                                             | Podíl státu [%] | Nadřízené ministerstvo          | Zdroj |
| ------------------------------------------------- | --------------- | ------------------------------- | ----- |
| Severočeské mlékárny a.s. Teplice                 | 40,78           | Ministerstvo financí            | [ 2 ] |
| MUFIS a.s.                                        | 49              | Ministerstvo financí            | [ 2 ] |
| Kongresové centrum Praha, a.s.                    | 54,35           | Ministerstvo financí            | [ 2 ] |
| ČEZ, a.s.                                         | 69,78           | Ministerstvo financí            | [ 2 ] |
| Česká exportní banka, a.s.                        | 84              | Ministerstvo financí            | [ 2 ] |
| HOLDING KLADNO a.s."v likvidaci"                  | 96,85           | Ministerstvo financí            | [ 2 ] |
| Exportní garanční a pojišťovací společnost, a. s. | 100             | Ministerstvo financí            | [ 2 ] |
| ČEPRO, a.s.                                       | 100             | Ministerstvo financí            | [ 2 ] |
| Letiště Praha, a.s.                               | 100             | Ministerstvo financí            | [ 2 ] |
| GALILEO REAL, k.s. v likvidaci                    | 100             | Ministerstvo financí            | [ 2 ] |
| IMOB a.s. v likvidaci                             | 100             | Ministerstvo financí            | [ 2 ] |
| MERO ČR, a.s.                                     | 100             | Ministerstvo financí            | [ 2 ] |
| PRISKO a.s.                                       | 100             | Ministerstvo financí            | [ 2 ] |
| THERMAL–F, a.s.                                   | 100             | Ministerstvo financí            | [ 2 ] |
| Výzkumný a zkušební letecký ústav, a.s.           | 100             | Ministerstvo financí            | [ 2 ] |
| Národní rozvojová banka, a.s.                     | 33,53           | Ministerstvo průmyslu a obchodu | [ 3 ] |
| ČEPS, a.s.                                        | 100             | Ministerstvo průmyslu a obchodu | [ 3 ] |
| Explosia a.s.                                     | 100             | Ministerstvo průmyslu a obchodu | [ 3 ] |
| OTE, a.s.                                         | 100             | Ministerstvo průmyslu a obchodu | [ 3 ] |
| České dráhy, a.s.                                 | 100             | Ministerstvo dopravy            | [ 4 ] |